# جوئیگ
جوئیگ، روستایی در دهستان باهوکلات بخش باهوکلات شهرستان دشتیاری در استان سیستان و بلوچستان ایران است.
این روستا با نزدیک‌ترین نقطه مرزی پاکستان ۲۸ کیلومتر فاصله دارد.
همه مردم آن از طایفه ای هوت هستند. بنابر موقعیت این روستا شغل بیشتر ساکنان آن کشاورزی است .موز، لیمو، گواوا، خرما، هندوانه (لیمو) از مهم‌ترین محصولات آن هستند.

## جمعیت
بر پایه سرشماری عمومی نفوس و مسکن در سال ۱۳۹۵، جمعیت این روستا برابر با ۳۷۹ نفر (۸۵ خانوار) بوده‌است.